# Bernhard von der Dollen
Bernhard Ludwig Eduard Hugo von der Dollen (* 18. Dezember 1823 in Pasewalk; † 27. Oktober 1905 in Gotha) war ein preußischer Generalmajor.

## Leben

### Herkunft
Bernhard war ein Sohn des preußischen Major a. D. und Herrn auf Koprieben im Landkreis Neustettin Eduard von der Dollen (1791–1865) und dessen erster Ehefrau Henriette, geborene von Schmiedeberg (1790–1834).

### Militärkarriere
Dollen besuchte die Kadettenhäuser in Kulm und Berlin, wurde anschließend am 12. August 1841 als Portepeefähnrich dem 2. Kürassier-Regiment der Preußischen Armee überwiesen und avancierte bis Mitte November 1842 zum Sekondeleutnant. Als solcher nahm er 1848 während des Krieges gegen Dänemark am Gefecht bei Schleswig teil.
Von Oktober 1851 bis September 1853 folgte seine Kommandierung an die Militärreitschule in Schwedt/Oder und im Anschluss von November 1853 bis Oktober 1858 als Reitlehrer an die Militärschule. Anfang August 1854 wurde Dollen zum Premierleutnant befördert und stieg am 22. Dezember 1857 zum Rittmeister und Eskadronchef auf. Während des Deutschen Krieges von 1866 kämpfte er bei Münchengrätz, Preßburg und Königgrätz. Nach dem Krieg wurde er am 30. Oktober 1866 als Major und etatmäßiger Stabsoffizier in das Dragoner-Regiment Nr. 11 nach Belgard versetzt. In dieser Zeit machte sich seine Schwerhörigkeit bemerkbar. Unter Stellung à la suite beauftragte man Dollen am 12. April 1870 mit der Führung des Altmärkischen Ulanen-Regiments Nr. 16 und bei der Mobilmachung anlässlich des Krieges gegen Frankreich wurde er am 14. Juli 1870 zum Kommandeur ernannt. In dieser Eigenschaft führte er sein Regiment beim Angriff der 7. Kavallerie-Brigade in der Schlacht bei Vionville, wofür er das Eiserne Kreuz II. Klasse erhielt. Im weiteren Kriegsverlauf nahm Dollen an der Belagerung von Paris sowie den Gefechten bei Nantes, Alluettes, Maule, Pacy, Berchers, Monancourt, Châteaudun und Order teil.
Dollen erhielt das Mecklenburgische Militärverdienstkreuz II. Klasse und wurde anlässlich der Kaiserproklamation am 18. Januar 1871 zum Oberstleutnant befördert. Nach dem Friedensschluss stieg er Ende März 1873 zum Oberst auf. In Genehmigung seines Abschiedsgesuches wurde Dollen am 12. Februar 1874 unter Verleihung des Roten Adlerordens III. Klasse mit Schleife und der Erlaubnis zum Tragen seiner Regimentsuniform mit Pension zur Disposition gestellt. Nach seiner Verabschiedung erhielt er am 8. Dezember 1895 den Charakter als Generalmajor und Kaiser Wilhelm II. würdigte ihn am 26. Dezember 1903 mit dem Kronen-Orden II. Klasse mit Brillanten. Er starb am 27. Oktober 1905 in Gotha.

### Familie
Dollen heiratete am 22. Juni 1854 in Kunow Olga von Schmiedeberg (1829–1860). Nach ihrem frühen Tod ehelichte er am 3. Juni 1862 in Selchow Klara Schmidt (1831–1892). Aus den Ehen gingen folgende Kinder hervor:
- Bernhard (* 1856), preußischer Hauptmann
- Ulrich (* 1857), preußischer Oberst a. D.

⚭ 1886 Frieda von Schmidt (1863–1896)
⚭ 1897 Elly von Conta (* 1870)
- Eduard (* 1860), preußischer Oberstleutnant a. D.
- Klara (* 1863)
- Wilhelm (1866–1899), Referendar in Recklinghausen